# 布倫茨菲爾德林克斯

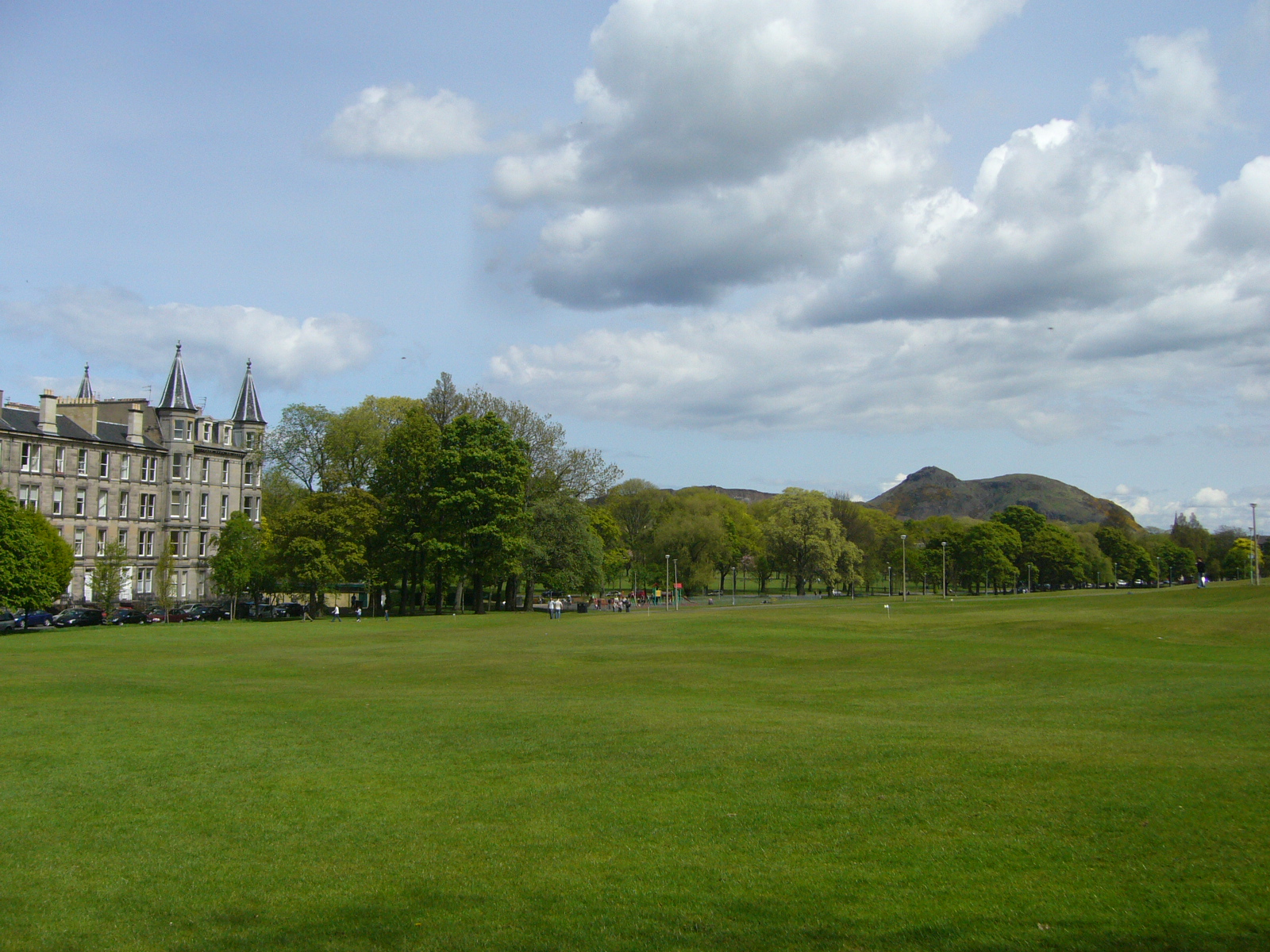

布倫茨菲爾德林克斯（Bruntsfield Links）是英國蘇格蘭愛丁堡的一面公地，緊鄰麥道斯。和麥道斯不同的是，布倫茨菲爾德林克斯始終是一片乾燥的土地。在這裡設有高爾夫球場。

## 外部連結
- History of Bruntsfield Links （页面存档备份，存于）
- Paul Sandby, Horse Fair on Bruntsfield Links, 1750 （页面存档备份，存于）
- Bartholomew's Chronological map of Edinburgh (1919) （页面存档备份，存于）

55°56′24″N 3°12′15″W / 55.94000°N 3.20417°W